# Chevreuil (groupe)
Pour les articles homonymes, voir Chevreuil (homonymie).
Chevreuil est un groupe de math rock et post-rock français, originaire de Nantes, en Loire-Atlantique. Il est formé en 1998 par Tony C. et Julien F.

## Biographie
Le groupe est formé en novembre 1998 à Nantes, en Loire-Atlantique, par Tony C. (guitare) et Julien F. (batterie).
La guitare branchée sur quatre amplificateurs et la batterie mathématique façonnent une musique faite de multiples riffs entêtants et de rythmes complexes, avec toujours une certaine retenue. La première production du groupe est un split single avec le groupe Ulan Bator, sorti en juin 2000. Le premier album, Sport, est une coproduction RuminanCe et Ottonecker, publiée en février 2001. 
En 2006, le groupe publie son dernier album en date, Capoeira,.
Depuis Capoeira, Tony C a muri son dispositif par l'ajout d'un synthétiseur associé à la guitare, comme pour mieux dépasser les genres, les étiquettes, et donner une touche electro au math rock. Les concerts du groupe se font au milieu du public avec une diffusion quadriphonique sur quatre amplificateurs double corps. Tony C joue aussi dans son projet solo Percevalmusic dans lequel il produit une musique entre math rock, musique sacrée et musique baroque, contemporain.
Il compose des bandes-sons quadriphoniques pour le spectacle vivant. Julien F joue dans Passe Montagne avec deux autres guitaristes, ils jouent un math rock influencé par les années 1970, dans des morceaux très courts, nerveux et complexes.

## Discographie
- 2001 : Ghetto Blaster (RuminanCe)
- 2001 : Ulan Bator / Chevreuil (45 tours) (RuminanCe)
- 2003 : Sport (RuminanCe)
- 2003 : Chateauvallon (RuminanCe) (produit par Steve Albini)
- 2006 : Capoeira (RuminanCe) (produit par Steve Albini)
- 2006 : Science (EP) (Stiffslack/Japan) (produit par Steve Albini)